# Клюшка для гольфа

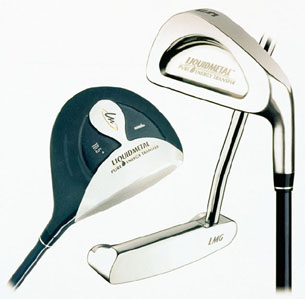
Типы клюшек. Слева направо: вуд, паттер и айрон

Клю́шка для гольфа — спортивный снаряд в виде палки с загнутым концом для игры в гольф. Названия типов клюшек подразумевают, что эти клюшки имеют головки из определенного материала (например тип «wood»), хотя головки современных клюшек в основном изготавливаются из металлических сплавов на основе титана.
Различается 29 типов клюшек, однако в одной игре максимально можно использовать только 14. Клюшки различаются по длине и весу, а также углу, под которым наносится удар по мячу. Каждая клюшка предназначена для выполнения своего специфического удара. Клюшки можно разделить на несколько групп.

## Группы
Первые удары должны обеспечить полет мяча на максимальное расстояние, для этого используются клюшки группы wood. Перевод названия «древесина» говорит о том, что первоначально эти клюшки изготовлялись из твердых пород дерева. Угол наклона ударной поверхности от 7,5 до 30 градусов.
Последующие удары должны обеспечить полет мяча на разные расстояния, в зависимости от положения мяча относительно лунки. Для этого служат клюшки группы iron. Название «железо» произошло из-за того, что головка клюшки всегда сделана из железа. Угол наклона поверхности от 11 до 48 градусов в зависимости от типа и номера клюшки.
Для ударов с высокой траекторией полета мяча, когда надо обеспечить максимальную точность, а расстояние при этом невелико, используют клюшку pitching wedge. Перевод названия — «клин» — говорит о том, что головка клюшки при ударе поднимает мяч вверх. Угол наклона ударной поверхности у этих клюшек может достигать 50-60 градусов.
Для удара из песчаных препятствий служит клюшка sand wedge. Она имеет утяжеленную подошву и специальную форму, чтобы не застревать в песке, а как бы проходить через него — ведь мяч всегда выбивается с песком.
Последним ударом игрок катит мяч по траве, чтобы попасть в лунку. Для этого служит клюшка putter. Название происходит от слова «put» (укладывать).